# Fransfingerödlor
Fransfingerödlor (Acanthodactylus) är ett släkte ödlor som hör till familjen egentliga ödlor. Utbredningen för släktet omfattar Iberiska halvön i södra Europa, norra Afrika (Nordafrika och Västafrika) samt större delen av Sydvästasien (Anatolien till Arabiska halvön) och vidare till norra Indien.

## Arter
The Reptile Database listar 41 arter i släktet.
- Acanthodactylus aegyptius - auktor Baha El Din, 2007.
- Acanthodactylus ahmaddisii - auktor Werner, 2004. Av Internationella naturvårdsunionen (IUCN) rödlistad som starkt hotad (EN).[2]
- Acanthodactylus arabicus - auktor Boulenger, 1918. Av IUCN rödlistad som livskraftig (LC).[3]
- Acanthodactylus aureus - auktor Günther, 1903.
- Acanthodactylus bedriagai - auktor Lataste, 1881. Av IUCN rödlistad som nära hotad (NT).[4]
- Acanthodactylus beershebensis - auktor Moravec, El Din, Seligmann, Sivan & Werner, 1999. Av IUCN rödlistad som akut hotad (CR).[5]
- Acanthodactylus blanci - auktor Doumergue, 1901. Av IUCN rödlistad som starkt hotad (EN).[6]
- Acanthodactylus blanfordii - auktor Boulenger, 1918.
- Acanthodactylus boskianus - auktor Daudin, 1802.
- Acanthodactylus boueti - auktor Chabanaud, 1917.
- Acanthodactylus busacki - auktor Salvador, 1982. Av IUCN rödlistad som livskraftig (LC).[7]
- Acanthodactylus cantoris - Cantors fransfingerödla, auktor Günther, 1864.
- Acanthodactylus dumerilii - auktor Milne-Edwards, 1829.
- Acanthodactylus erythrurus - Fransfingerödla, auktor Schinz, 1833. Av IUCN rödlistad som livskraftig (LC).[8]
- Acanthodactylus felicis - auktor Arnold, 1980.
- Acanthodactylus gongrorhynchatus - auktor Leviton & Anderson, 1967.
- Acanthodactylus grandis - auktor Boulenger, 1909.
- Acanthodactylus guineensis - auktor Boulenger, 1887.
- Acanthodactylus haasi - auktor Leviton & Anderson, 1967. Av IUCN rödlistad som livskraftig (LC).[9]
- Acanthodactylus hardyi - auktor Haas, 1957.
- Acanthodactylus harranensis - auktor Baran, Kumlutas, Lanza, Sindaco, Avci & Crucitti, 2005. Av IUCN rödlistad som akut hotad (CR).[10]
- Acanthodactylus lineomaculatus - auktor Duméril & Bibron, 1839.
- Acanthodactylus longipes - auktor Boulenger, 1918.
- Acanthodactylus maculatus - auktor Gray, 1838. Av IUCN rödlistad som livskraftig (LC).[11]
- Acanthodactylus masirae - auktor Arnold, 1980.
- Acanthodactylus micropholis - auktor Blanford, 1874.
- Acanthodactylus nilsoni - auktor Rastegar-Pouyani, 1998. IUCN bedömer att det råder kunskapsbrist (DD) om statusen för arten.[12]
- Acanthodactylus opheodurus - auktor  Arnold, 1980.
- Acanthodactylus orientalis - auktor Angel, 1936. Av IUCN rödlistad som livskraftig (LC).[13]
- Acanthodactylus pardalis - auktor Lichtenstein, 1823. Av IUCN rödlistad som sårbar (VU).[14]
- Acanthodactylus robustus - auktor Werner, 1929.
- Acanthodactylus savignyi - auktor Audouin, 1809. Av IUCN rödlistad som nära hotad (NT).[15]
- Acanthodactylus schmidti - auktor Haas, 1957.
- Acanthodactylus schreiberi - auktor Boulenger, 1878. Av IUCN rödlistad som starkt hotad (EN).[16]
- Acanthodactylus scutellatus - Gulfärgad fransfingerödla, auktor Audouin, 1827.
- Acanthodactylus senegalensis - auktor Chabanaud, 1918.
- Acanthodactylus spinicauda - auktor Doumergue, 1901. Av IUCN rödlistad som akut hotad (CR).[17]
- Acanthodactylus taghitensis - auktor Geniez & Foucart, 1995.
- Acanthodactylus tilburyi - auktor Arnold, 1986.
- Acanthodactylus tristrami - auktor Günther, 1864. Av IUCN rödlistad som livskraftig (LC).[18]
- Acanthodactylus yemenicus - auktor Salvador, 1982.